# 広東テレビ塔
広東テレビ塔（カントンテレビとう、广东电视塔）は中国広東省広州市の越秀公園の越秀山北峰に立つ200mの電波塔である。塔体には「中国光大銀行」のネオンサインがある。なお、以前は「国窖1573」（白酒の広告）であった。